# أندي موتا
أندي موتا (بالإنجليزية: Andy Mota) هو وكيل رياضي دومينيكاوي، ولد في 4 مارس 1966 في سانتو دومينغو في جمهورية الدومينيكان.

## وصلات خارجية
- أندي موتا على موقعبيزبول رفرنس.كوم (الدوري الرئيسي) (الإنجليزية)
- أندي موتا على موقعبيزبول رفرنس.كوم (الدوري الثانوي) (الإنجليزية)
- أندي موتا على موقع مشجعي الرسوم البيانية (الإنجليزية)